# Bad Neuenahr-Ahrweiler
Bad Neuenahr-Ahrweiler là một thị xã ở Bundesland Rheinland-Pfalz. Đây là thủ phủ của huyện Ahrweiler. Đây là một thị xã nghỉ mát với một casino. Xa lộ A61 nối thị xã với các thành phố Köln và Mainz. Thị xã gồm hai phần, Bad Neuenahr ở phía đông và Ahrweiler ở phía tây. Hai phần đã được hợp nhất năm 1969.